# Zbuzany
Zbuzany là một làng thuộc huyện Praha-západ, vùng Středočeský, Cộng hòa Séc.